# Círculo repetidor

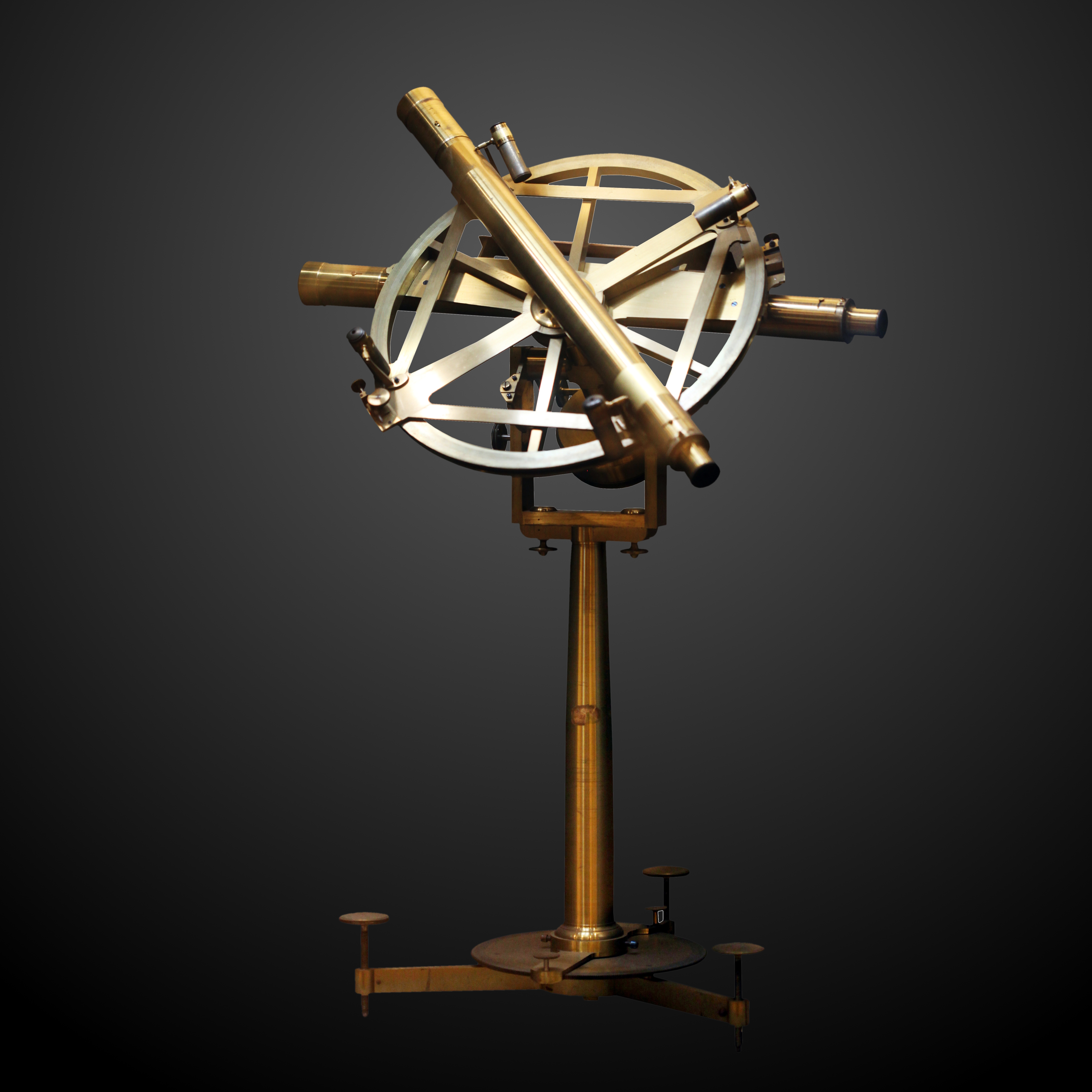
Círculo repetidor de Étienne Lenoir el constructor (1805), cuya particularidad es tener dos miras. Expuesto en el Museo de Artes y Oficios (París)

Un círculo repetidor es un antiguo instrumento de medición angular, empleado en geodesia desde el final de siglo XVIII. Permite medir distancias angulares repitiendo la misma observación varias veces en el círculo sin volver a cero, de manera que los errores de lectura y de la graduación del limbo se dividen por el número de observaciones.
El instrumento sucedió ventajosamente al cuarto de círculo móvil, más voluminoso y menos preciso. Inventado por Jean-Charles de Borda y Étienne Lenoir a partir del círculo de reflexión, el instrumento se hizo conocido por su uso en famosas campañas de triangulación geodésica, como la determinación del meridiano de París realizada por Delambre y Méchain que sirvió de base para la definición del metro (véase: medición del arco de meridiano de Delambre y Méchain).
Posteriormente, durante el siglo XIX, sería reemplazado por el círculo azimutal.

## Descripción
Esencialmente, el círculo repetidor consta de:
- Un pie para ser utilizado a la altura de los ojos; este pie comprende una columna cónica pivotante de latón, provista de un círculo acimutal y fijada sobre un trípode de latón con patas horizontales y tornillos de pie
- Un círculo de medición con su contrapeso para usar en cualquier posición. Su limbo superior está graduado[N 1]
- Dos telescopios con retículo que se utilizan para el avistamiento simultáneo de cada punto, cuya distancia angular se toma. Los dos objetivos se colocan a ambos lados del círculo. Pueden girar alrededor de su eje y se pueden bloquear en su posición. La lente superior está en el mismo eje del círculo, la lente inferior está desplazada y lleva un nivel de burbuja.[1]

## Operación
A continuación se describe el procedimiento a seguir para medir el ángulo α entre dos puntos dados.

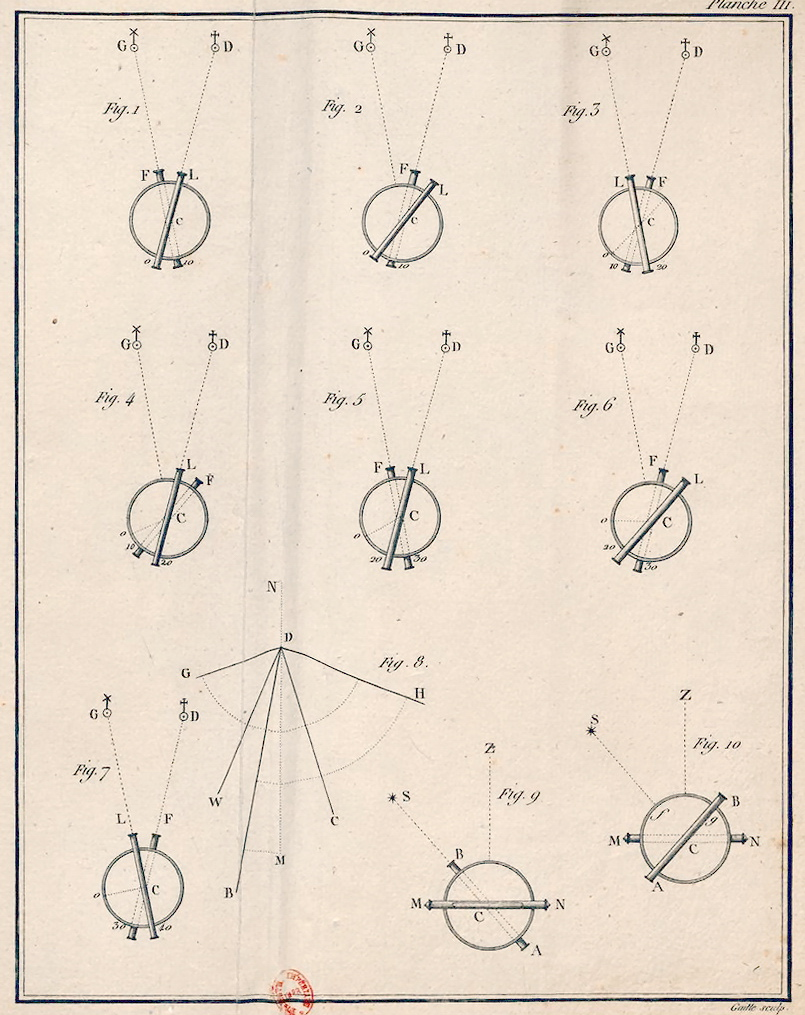
Principio de utilización, Cassini IV, 1789

Alinéese el instrumento de modo que su plano de uso pase por los 2 puntos objetivo y apuntar cada telescopio a uno de los puntos (el telescopio superior (gris) se lleva a la graduación 0 del terminador), y luego:
1. Bloquear las dos miras en su posición en el círculo;
2. Girar el conjunto “círculo y lentes” para apuntar al punto de la derecha con el bisel inferior (negro), observando el movimiento del punto 0 del limbo;
3. Desbloquear el visor gris superior y hacer que apunte al punto izquierdo.

En este punto, se puede medir el ángulo doble, 2α.

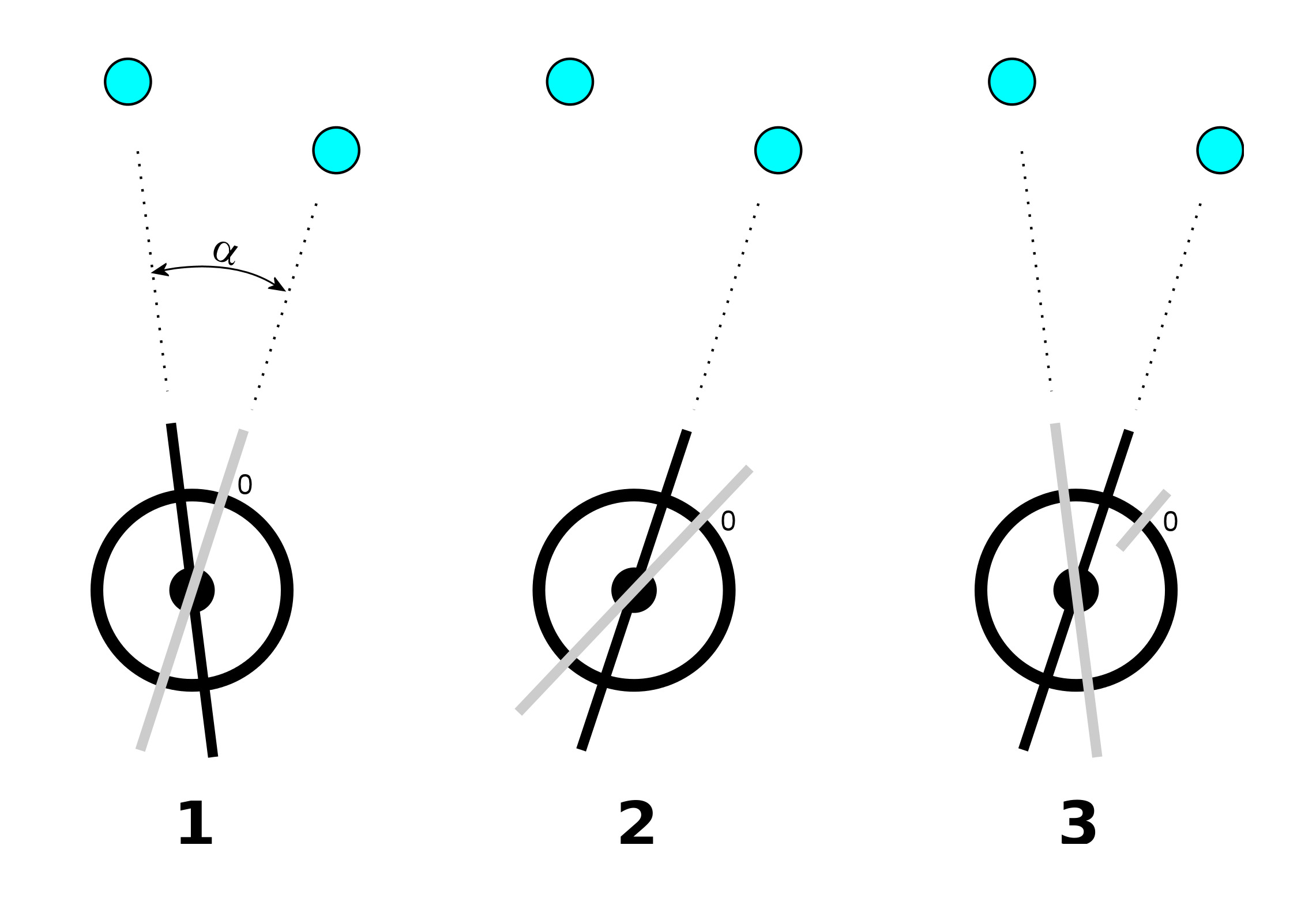
Principio de utilización del círculo repetidor

Si se repite dos veces el proceso anterior, se obtiene el cuádruple ángulo 4α. La repetición de operaciones puede continuar, a conveniencia del operador. El resultado final de la acumulación de las "medidas" del ángulo será entonces dividida por el número de iteraciones. Cuantas más repeticiones, más exacto será el resultado. Cassini IV escribe: 

este nuevo instrumento es capaz de medir ángulos, con la precisión de un segundo.

## Precisión
El círculo descrito en La Declaración de operaciones realizada en Francia en 1787 para la unión de los observatorios de París y Greenwich tiene un limbo graduado en su parte superior. Para la lectura de las medidas se dispone de cuatro nonios equipados con microscopios de 90° con una resolución de 30”, pero según el autor el operador puede apreciar hasta 8”. Al medir seis ángulos dobles, a veces diez, el resultado puede conocerse al segundo de grado más cercano.
Posteriormente, de acuerdo con la medición del arco de meridiano de Delambre y Méchain en 1798, el resultado estadístico de analizar los 115 triángulos generados da una incertidumbre de ± 4" para el cierre de un triángulo, o una incertidumbre de ± 2,3" por ángulo. Para la medida de latitudes en diferentes estaciones, la dispersión apenas supera los 6".

## Historia

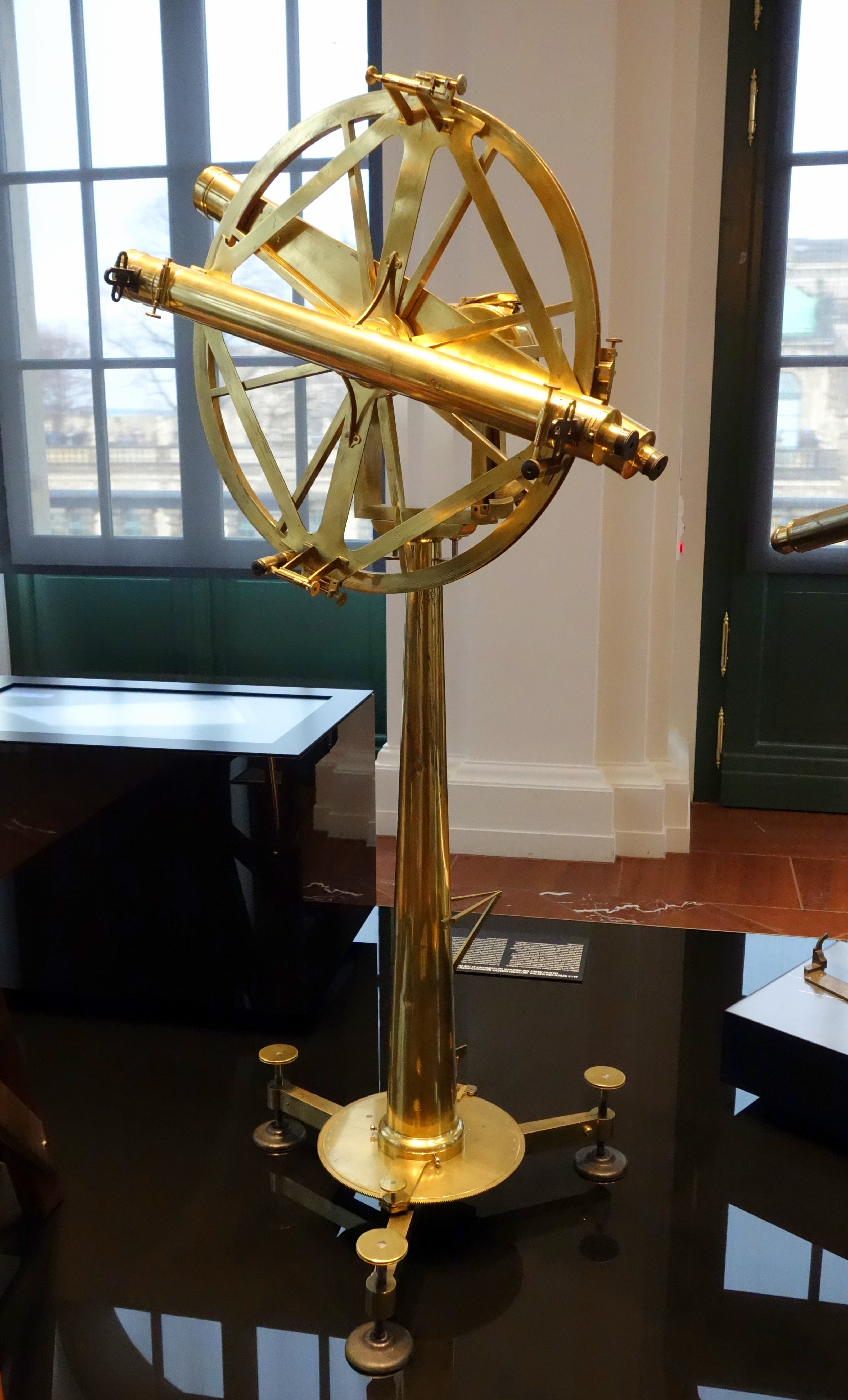
Círculo de Étienne Lenoir, el constructor de instrumentos, 1790

En 1771, Jean-Charles de Borda utilizó el círculo de reflexión creado por Tobias Mayer, perfeccionándolo para mejorar su precisión. Su círculo será materializado por los ingleses y más adelante por Étienne Lenoir a partir de 1783. Este último, inspirado en la peculiaridad de la repetición del círculo de reflexión, tuvo entonces la idea de un nuevo círculo con dos telescopios para uso geodésico. En 1784, de la asociación Borda-Lenoir nació el círculo repetidor, que sustituía al cuarto de círculo móvil, el instrumento que había sido el preferido de los geodestas desde la época de Jean Picard, en 1668.
Este nuevo instrumento (que por entonces se denominó «círculo astronómico») se utilizó posteriormente en las campañas geodésicas francesas, como las que se relacionan a continuación:
- 1787 ve su primer uso oficial. Se utiliza para la rectificación de la frontera entre Francia y España, donde resulta más preciso que los otros instrumentos (cuartos de círculo)[8]
- Ese mismo año se empleó para la unión geodésica del Observatorio de París con Greenwich.

Los comisionados franceses utilizaron un círculo Lenoir de un pie de diámetro [32,5 cm]; el círculo del instrumento Ramsden [un teodolito] usado por los comisionados ingleses tenía 3 pies de diámetro. La precisión de los resultados obtenidos en ambos lados fue comparable.

- De 1792 a 1798, habiendo probado su utilidad, el instrumento será elegido por la Comisión de Pesos y Medidas para realizar la nueva triangulación del denominado meridiano de París, realizada por Delambre y Pierre Méchain. Este trabajo conducirá a la determinación de la longitud del metro en 1799. Uno de los círculos utilizados en esta campaña tenía un diámetro de 42 cm, y su limbo estaba dividido en 4000 partes.[10] Algunos círculos de esta época tenían un diámetro de 19 pulgadas (513 mm) y estaban divididos en grados centesimales o sexagesimales.[11]
- A partir de 1806, Jean Baptiste Biot y François Arago conectaron por triangulación las islas Baleares con el meridiano de Delambre y Méchain. Para esta campaña, Jean Nicolas Fortin realizó algunas mejoras en el círculo repetidor, en particular para aumentar la estabilidad del instrumento sobre su pie y en la elección de las gafas acromáticas ya utilizadas por Lenoir.[12]

|  |  |  |

## Significado histórico

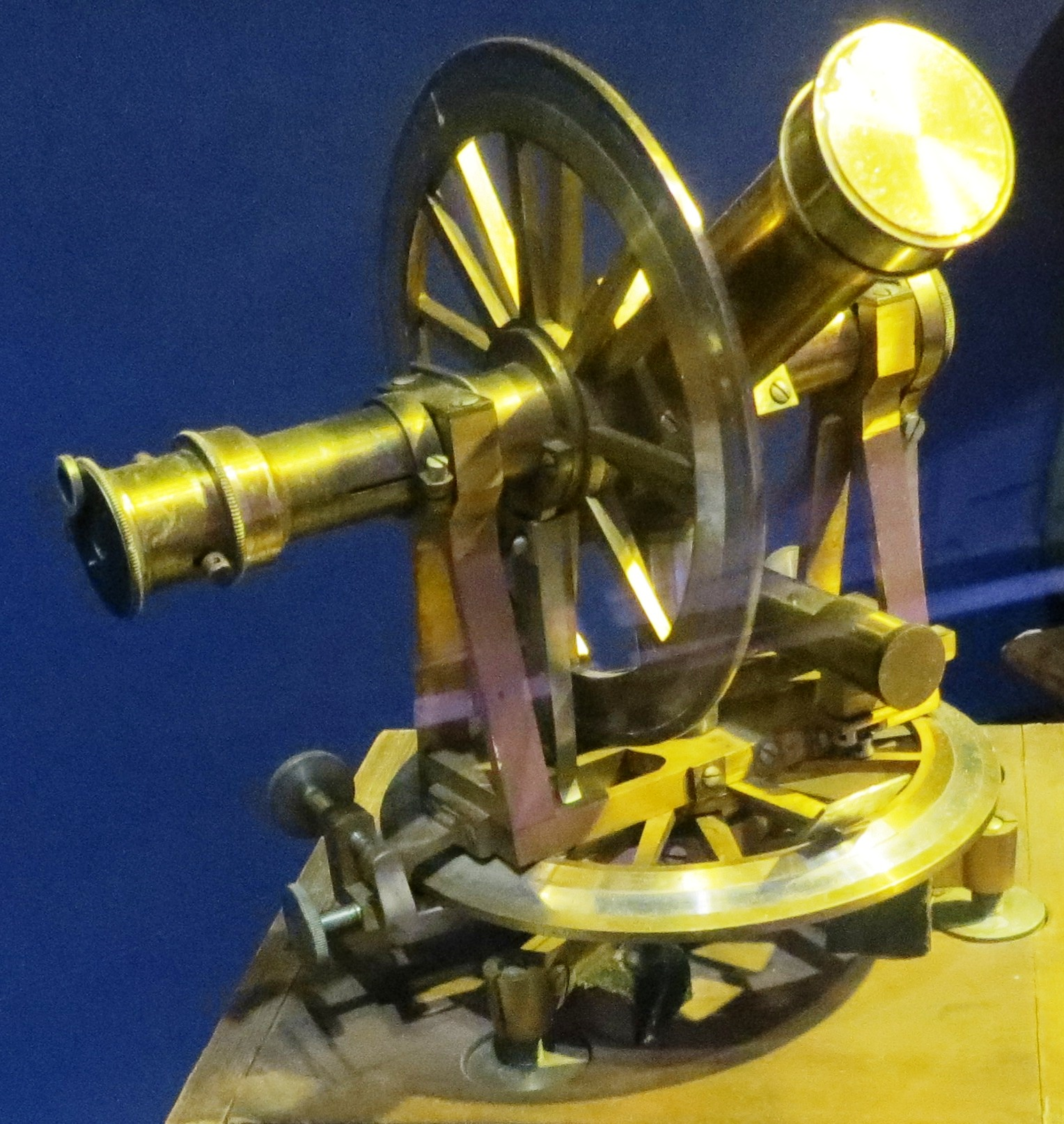
El sucesor del círculo repetidor: el círculo azimutal

El círculo repetidor se utilizó hasta la mitad de siglo XIX:
- En 1861, para una nueva conexión entre Francia e Inglaterra,

el destacamento francés tenía equipos de observación en mal estado, a saber, 3 círculos repetidores desgastados y 2 teodolitos.

- En 1862 se empleó en la triangulación de Córcega
- De 1830 a 1863, se realizaron trabajos geodésicos en Argelia. Fue durante esta campaña cuando el geógrafo general François Perrier hizo construir

a sus expensas… un nuevo instrumento, el círculo azimutal, que sería hasta 1945 el instrumento utilizado para las medidas principales en Francia.

Los círculos repetidores no estaban exentos de defectos:
- Las condiciones de medición no siempre eran las más adecuadas: los puntos de observación debían permanecer visibles y la estabilidad del dispositivo debía garantizarse durante los treinta minutos o la hora que duraba la toma de datos.
- La articulación sobre el eje central de los diversos elementos provocaba desgaste y perjudicaba a la fiabilidad de las medidas.
- Las medidas cenitales contenían errores sistemáticos significativos.
- Los ángulos de acimut tenían que transferirse al plano horizontal.

Debido en parte a estas razones, el círculo azimutal acabaría sustituyendo al círculo repetidor.

## Evocación
En 1872, Julio Verne publicó una novela titulada Aventuras de tres rusos y tres ingleses en el África austral. En este libro, los seis científicos tienen la misión de medir un arco de meridiano. En las páginas del relato se puede ver una descripción del uso del círculo repetidor. Julio Verne tomó la información de la obra Astronomía popular de Arago.